# وانتهى الحب (فلم)
وانتهى الحب فيلم دراما مصري للمخرج حسن الإمام عام 1975، من بطولة محمود ياسين وميرفت أمين  وتدور أحداثه حول شابة تصاب برصاصة طائشة قاتلة في ليلة زفافها ويعيش زوجها أحمد في يأس ويقوم برعاية شقيقة الراحلة، وبعد مرور السنوات، تظهر على الفتاة نفس ملامح شقيقتها، ويبدأ أحمد في التقرُّب منها.
صدر الفيلم إلى دور العرض المصرية في 7 أكتوبر 1975.
منح موقع قاعدة بيانات الأفلام العربية «السينما.كوم» الفيلم درجة 5/ 10.

## طاقم التمثيل
محمود ياسين: في دور أحمد
ميرفت أمين: في دور سعاد / زيزي
حسين الإمام: في دور ياسر
محمود المليجي: في دور أبو المعاطي
حسين عسر: في دور والد سعاد
نبيلة السيد: في دور منظر
بالاشتراك مع: إسعاد يونس – عماد عبد الحليم – نبيل الهجرسي – محيي إسماعيل – محمد نجم – إجلال زكي – علي جوهر – صالح الإسكندراني – مها.

## أحداث الفيلم
يرتبط أحمد (محمود ياسين) بسعاد (ميرفت أمين)، وفى ليلة العرس تصاب سعاد برصاصة طائشة من بندقية أبو المعاطى (محمود المليجي) تؤدى إلى قتلها، ويتحول العرس إلى مأتم. يصاب أحمد بحالة اكتئاب شديدة، ويواسيه الأهل والأصدقاء، يحزن والد سعاد (حسين عسر)على وفاة ابنته الكبرى مما يعجل بوفاته، وقبل أن يلفظ أنفاسه يوصي أحمد على ابنته الصغيرة زيزى (ميرفت أمين). يرفض أحمد الزواج، ويعيش على ذكرى حبيبته سعاد، ويستمر في رعاية شقيقتها الصغيرة زيزى. تمر السنوات سريعة، وأحمد على حالته رافضاً الزواج، ولكن تبدأ مشاعره في التطور تجاه الفتاة الصغيرة زيزى التي تشبه شقيقتها الراحلة إلى حد كبير. يسعى أحمد دائماً إلى إحاطة زيزي بحبه الأبوى، من وجهة نظره، بينما تشعر زيزي بأن هذا الحب سجن لا تستطيع الفكاك منه، وتجد في ياسر (حسين الإمام) حبها الوحيد. يتقدم ياسر للزواج من زيزي، ولكن أحمد يرفض باعتباره الوصي عليها. يتحول أحمد إلى شخصية عنيفة بدون مبرر واضح، وتصبح مشاعره نحو زيزي متدفقة وأكثر وضوحاً، بل يحاول قتل حب ياسر بداخلها، لكنه لا يفلح فمقاومتها تصبح عنيفة، ويزداد الإصرار والعناد على الزواج من ياسر. يجد أحمد نفسه مضطراً للرضوخ تمامًا لهذه الزيجة.

## روابط خارجية
- مقالات تستعمل روابط فنية بلا صلة مع ويكي بيانات